# The George Benson Collection
The George Benson Collection je kompilacijski album ameriškega kitarista Georgea Bensona, ki je izšel leta 1981. Prvotno je izšel kot dvojna gramofonska plošča, ponovno pa je izšel kot ena zgoščenka. Poleg Bensonovih starih hitov, vsebuje album dve novi skladbi, vključno s skladbo »Turn Your Love Around«. Album je prejel zlati certifikat s strani RIAA.
Skladba »Cast Your Fate to the Wind« je bila izpuščena s ponovne izdaje na zgoščenki, ker je v tistem času bila dolžina zgoščenke omejena na 74 minut.

## Seznam skladb
| Št. | Naslov                                                   | Pisec                                                | Originalni album             | Dolžina |
| --- | -------------------------------------------------------- | ---------------------------------------------------- | ---------------------------- | ------- |
| 1.  | „Turn Your Love Around‟                                  | Jay Graydon, Steve Lukather, Bill Champlin           | nova skladba                 | 3:51    |
| 2.  | „Love All the Hurt Way‟ (z Aretho Franklin)              | Sam L. Dees                                          | Love All the Hurt Away       | 4:10    |
| 3.  | „Give Me the Night‟                                      | Rod Temperton                                        | Give Me the Night            | 3:43    |
| 4.  | „Cast Your Fate to the Wind‟ (priredba Vinca Guaraldija) | Vince Guaraldi, Carel Werber                         | Good King Bad                | 6:51    |
| 5.  | „Never Give Up on a Good Thing‟                          | Michael Garvin, Tom Shapiro                          | nova skladba                 | 4:06    |
| 6.  | „On Broadway‟ (priredba The Drifters)                    | Barry Mann, Cynthia Weil, Jerry Leiber, Mike Stoller | Weekend in L.A.              | 5:18    |
| 7.  | „White Rabbit‟ (priredba Jefferson Airplane)             | Grace Slick                                          | White Rabbit                 | 6:58    |
| 8.  | „This Masquerade‟ (priredba Leona Russlla)               | Leon Russell                                         | Breezin'                     | 3:19    |
| 9.  | „Love Ballad‟ (priredba L.T.D.)                          | Skip Scarborough                                     | Livin' Inside Your Love      | 4:17    |
| 10. | „Nature Boy‟ (priredba Nata "Kinga" Cola)                | Eden Ahbez                                           | In Flight                    | 4:20    |
| 11. | „Last Train to Clarksville‟ (priredba The Monkees)       | Tommy Boyce, Bobby Hart                              | Shape of Things to Come      | 5:01    |
| 12. | „Livin' Inside Your Love‟ (priredba Earla Klugha)        | Earl Klugh                                           | Livin' Inside Your Love      | 6:38    |
| 13. | „Here Comes the Sun‟ (priredba The Beatles)              | George Harrison                                      | The Other Side of Abbey Road | 2:33    |
| 14. | „Breezin'‟ (priredba Gáborja Szaba)                      | Bobby Womack                                         | Breezin'                     | 5:39    |
| 15. | „Moody's Mood‟ (priredba Jamesa Moodyja)                 | Eddie Jefferson, James Moody                         | Give Me the Night            | 3:26    |
| 16. | „We Got the Love‟ (s Chako Khan)                         | George Benson                                        | Chaka                        | 3:28    |
| 17. | „The Greatest Love of All‟                               | Michael Masser, Linda Creed                          | The Greatest                 | 5:33    |

## Glasbeniki
| - »Turn Your Love Around« - Bas sintetizator – David Paich - Bobni – Jeff Porcaro - Činele – Mike Baird - Kitara, sintetizator, producent – Jay Graydon - Klavir, električni klavir – Jai Winding - Saksofon, flavta – Gary Herbig - Sintetizator – David Foster - Spremljevalni vokal – Venette Gloud, Carmen Twillie, Bill Champlin - Trobenta – Chuck Findley, Jerry Hey - Trombon – Bill Reichenbach - Vokal – George Benson - »Love All the Hurt Way« - Altovski saksofon – Eddie Daniels - Bas – Louis Johnson - Bobni – Jeff Porcaro - Električni klavir, sintetizator – David Foster - Kitara – Buzzy Feiten - Producent – Arif Mardin - Spremljevalni vokal – Marcy Levy, Mark Stevens - Tolkala – Paulinho Da Costa - Vokal – George Benson, Aretha Franklin - »Give Me the Night« - Bas – Abe Laboriel - Bas sintetizator – Richard Tee - Bobni – John Robinson - Električni klavir – Herbie Hancock - Kitara – George Benson, Lee Ritenour - Klavir, klaviature – David Paich - Producent – Quincy Jones - Saksofon, flavta – Kim Hutchcroft, Larry Williams - Sintetizator – Michael Boddicker - Spremljevalni vokali – Diva Gray, Jim Gilstrap, Jocelyn Allen, Patti Austin, Tom Bahler - Tolkala – Paulinho Da Costa - Trobila – Jerry Hey - Vokal – George Benson - »Cast Your Fate to the Wind« - Bas – Gary King - Bobni – Andy Newmark - Čelo – Alan Shulman, Charles McCracken - Flavta – Joe Farrell - Kitara – Eric Gale - Klaviature – Bobby Lyle - Producent – Creed Taylor - Saksofon – Frank Vicari, Ronnie Cuber - Tolkala – David Friedman, Sue Evans - Viola – Harold Coletta, Theodore Israel - Violina – David Nadien, Emanuel Green, Harold Kohon, Harry Glickman, John Pintavalle, Max Ellen, Max Pollikoff, Paul Gershman - »Never Give Up on a Good Thing« - Bas – Neil Stubenhaus - Bobni – John Robinson - Električni klavir – Greg Phillinganes - Kitara – Steve Lukather - Klavir, sintetizator – Michael Omartian - Producent – Jay Graydon - Saksofon, flavta – Gary Herbig - Tolkala – Paulinho Da Costa - Trobenta – Jerry Hey, Chuck Findley - Trombon – Bill Reichenbach - Vokal – George Benson - »On Broadway« - Bas – Stanley Banks - Bobni – Harvey Mason - Kitare – Steve Lukather - Klavir, klaviature – David Paich - Klaviature, klavir – Jorge Dalto - Klaviature – Ronnie Foster - Producent – Tommy LiPuma - Ritem Kitara – Phil Upchurch - Tolkala – Ralph MacDonald - Vokal – George Benson - »White Rabbit« - Akustična kitara – Jay Berliner - Bas – Ron Carter - Bobni – Billy Cobham - Kitara – George Benson - Električni klavir – Herbie Hancock - Producent – Creed Taylor - Tolkala, vokal – Airto Moreira - Vibrafon, tolkala – Phil Kraus - »This Masquerade« - Bas – Stanley Banks - Bobni – Harvey Mason - Dirigent – Claus Ogerman - Klavir – Jorge Dalto - Producent – Tommy LiPuma - Ritem kitara – Phil Upchurch - Solo kitara, vokal – George Benson - Tolkala – Ralph MacDonald | - »Love Ballad« - Bas – Robert Popwell - Bobni – Steve Gadd - Clavinet, električni klavir, klavir – Jorge Dalto - Dirigent – Mike Mainieri - Kitara, vokal – George Benson - Producent – Tommy LiPuma - Ritem kitara – Phil Upchurch - Sintetizator, električni klavir – Ronnie Foster - Tolkala – Ralph MacDonald - »Nature Boy« - Bas – Stanley Banks - Bobni – Harvey Mason - Dirigent – Claus Ogerman - Klavir – Jorge Dalto - Producent – Tommy LiPuma - Ritem kitara – Phil Upchurch - Solo kitara – George Benson - Tolkala – Ralph MacDonald - »Last Train to Clarksville« - Bas – Ron Carter - Bobni – Leo Morris - Clavinet, klavir – Jorge Dalto - Kitara – George Benson - Konge – Johnny Pacheco - Orgle – Charles Covington - Pikolo, krilnica, trobenta – Marvin Stamm - Producent – Creed Taylor - Saksofon – Buddy Lucas - Sintetizator, električni klavir – Ronnie Foster - Trobenta – Burt Collins - Trobenta, krilnica – Joe Shepley - Trombon, rog – Wayne Andre - Trombon, tuba – Alan Raph - »Livin' Inside Your Love« - Akustična kitara – Earl Klugh - Bas – Will Lee - Bobni – Steve Gadd - Dirigent – Mike Mainieri - Električni klavir, klavir – Jorge Dalto - Kitara, vokal – George Benson - Producent – Tommy LiPuma - Tolkala – Ralph MacDonald - »Here Comes the Sun« - Bas kitara – Jerry Jemmott, Ron Carter - Basovski klarinet – Don Asworth - Čelo – George Ricci - Flavta – Hubert Laws, Jerome Richardson, Phil Bodner - Kitara – George Benson - Klarinet – Jerome Richardson - Klavir, orgle, čembalo – Bob James, Ernie Hayes, Herbie Hancock - Producent – Creed Taylor - Viola – Emanuel Vardi - Violina – Max Pollikoff, Raoul Poliakin - »Breezin'« - Bas, ritem kitara – Phil Upchurch - Bobni – Harvey Mason - Clavinet, klavir – Jorge Dalto - Dirigent – Claus Ogerman - Kitara, vokal – George Benson - Producent – Tommy LiPuma - Sintetizator, električni klavir – Ronnie Foster - Tolkala – Ralph MacDonald - »Moody's Mood« - Bas – Abe Laboriel - Bobni – John Robinson - Dirigent – Marty Paich - Klaviature, sintetizator – Greg Phillinganes - Producent – Quincy Jones - Vokal – Patti Austin - »We Got the Love« - Altovska flavta – George Young - Baritonski saksofon – Ronnie Cuber - Bas – Phil Upchurch - Bobni – Steve Ferrone - Električni klavir – Arthur Jenkins - Flavta – Phil Bodner - Flavta, altovski saksofon – Eddie Daniels - Konge – Raphael Cruz - Kitara – Hamish Stuart - Producent – Arif Mardin - Sintetizator – Ken Bichel - Tenorski saksofon – Michael Brecker - Trombon – Barry Rogers - Trobenta – Randy Mrecker - Vokal – Chaka Khan, George Benson - »The Greatest Love of All« - Bas – Stanley Banks - Bobni – Harvey Mason - Dirigent – Lee Holdridge - Kitara – Lee Ritenour - Klavir, producent – Michael Masser - Vokal – George Benson |